# Ястребов, Григорий Герасимович
Григорий Герасимович Ястребов (1884 — январь 1957) — видный политработник, корпусной комиссар (1935).

## Биография
Русский. Член РСДРП(б) с 1905. С 1907 в Московской парторганизации, член военного совета боевых дружин, участник декабрьского восстания 1905 в Москве, был арестован. Рабочий, с 1910 работал в Одессе, затем на Краматорском заводе. Солдат царской армии после призыва на военную службу в 1914. С апреля по июль 1917 — член Тарнопольского гарнизонного совета солдатских депутатов. Затем член Киевского горкома и председатель Центрального фабрично-заводского комитета предприятий земского союза, председатель Киевского областного союза автоработников. Делегат 1-го Всероссийского съезда профсоюзов, член ЦК Всероссийского союза автоработников, участник боёв с юнкерами в Киеве. В начале 1918 в Петрограде председатель коллегии Автоцентра при комиссии по демобилизации армии.
В 1918—1928 заведующий политотделом и военком штаба 2-й армии, начальник политотдела 22-й стрелковой дивизии, военком штаба 3-й запасной армии, заведующий политотделом Донской области, военком 5-й кавалерийской дивизии, 7-й кавалерийской дивизии, 9-й кавалерийской дивизии, военком 2-го кавалерийского корпуса, военком Особого корпуса ЖДВ РККА, помощник командира 2-го кавалерийского корпуса по политчасти, заместитель начальника Политуправления Украинского ВО. С 1928 до 1934 член РВС и затем начальник Политуправления Украинского ВО, член Военного Совета — начальник Политуправления Средне-Азиатского ВО, член Военного совета Сибирского ВО, военный комиссар штаба Северо-Кавказского ВО. Также член ЦК КП(б) Украины и Узбекистана, делегат 17-го съезда ВКП(б) от Узбекской ССР с решающим голосом в 1934. В 1936 член Военного Совета при Наркоме обороны СССР.
Накануне ареста занимал должность комиссара штаба Северо-Кавказского ВО. Арестован 20 сентября 1938, больше года находился под следствием, освобождён 22 декабря 1939 в связи с прекращением дела. После освобождения находился в запасе по болезни. Уволен в запас РККА, с 1940 на пенсии, с 1943 — персональный пенсионер. Умер в январе (по другим данным — в октябре) 1957.

### Награды
- орден Ленина
- орден Трудового Красного Знамени Узбекской ССР (1932).